# Philoscia salina
Philoscia salina är en kräftdjursart som beskrevs av Baker1926. Philoscia salina ingår i släktet Philoscia och familjen Philosciidae. Inga underarter finns listade i Catalogue of Life.